# Waarheidsvinding
Waarheidsvinding is een proces met als doel het achterhalen van de waarheid. Binnen het recht is de waarheid hetgeen in overeenstemming is met de werkelijkheid zoals die is of wordt ervaren; in overeenstemming met het ware. Het verschilt per type rechtspraak en vakgebied in hoeverre er al dan niet aan waarheidsvinding wordt gedaan, i.e. of dit wenselijk is.

## Strafrecht
Waarheidsvinding is een doelstelling van het strafrecht. Deze waarheidsvinding dient dan te leiden tot een passende straf of strafuitsluitingsgrond, met andere woorden de realisering van het materiële strafrecht. Om hiertoe te komen beperkt de waarheidsvinding zich tot datgene dat relevant is voor het strafrecht.

## Civiel recht
Het doel van het civiel recht is het beslechten van onderlinge geschillen. De noodzaak tot waarheidsvinding is dus afhankelijk van de verschillende partijen en in hoeverre deze er de behoefte aan hebben dat deze waarheidsvinding plaatsvindt.

## Bestuursrecht
Binnen het bestuursrecht is niet steeds de rechter de beslissende instantie. Hierdoor wordt de waarheidsvinding een diffuus begrip, dat zich verspreidt over de verschillende organen die bijdragen aan de rechtspraak.

## Wetenschap
Binnen de wetenschap wordt er volgens de wetenschappelijke methode gestreefd naar een zo nauwkeurig mogelijke waarheidsvinding met andere, strengere eisen dan de juridische waarheidsvinding. Volgens Karl Popper is het doel hier een zo ruim mogelijke theorie op te stellen die falsifieerbaar is. Binnen de wetenschap wordt echter niet alleen maar gewerkt met falsifieerbaarheid, maar bijvoorbeeld ook met inductie.